# Bryan LaHair
Bryan Allan LaHair (né le 5 novembre 1982 à Worcester, Massachusetts, États-Unis) est un voltigeur et joueur de premier but au baseball. Il évolue dans la Ligue majeure de baseball entre 2008 et 2012 et dans la Ligue Pacifique du Japon en 2013.
LaHair a représenté les Cubs de Chicago au match des étoiles du baseball majeur en 2012.

## Carrière

### Mariners de Seattle

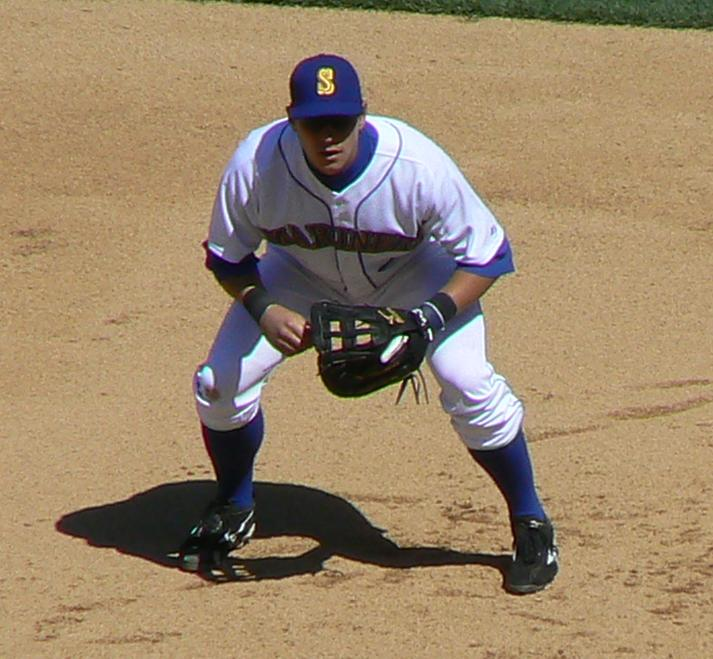
Bryan LaHair en 2008 avec les Mariners.

Bryan LaHair est drafté en 2002 et est un choix de 39e ronde des Mariners de Seattle. Il dispute son premier match dans les majeures avec cette équipe le 18 juillet 2008. Il réussit son premier coup sûr en carrière le 22 juillet contre le lanceur Daisuke Matsuzaka des Red Sox de Boston, et son premier coup de circuit le 28 juillet aux dépens de Scott Feldman des Rangers du Texas. En 45 parties avec les Mariners durant la saison 2008, LaHair présente une moyenne au bâton de,250 avec trois circuits, dix points produits et 15 points marqués.
Il passe toute l'année 2009 dans la Ligue de la Côte du Pacifique avec les Rainiers de Tacoma, le club-école de niveau Triple-A des Mariners. 

### Cubs de Chicago
En janvier 2010, il signe un contrat avec les Cubs de Chicago, qui l'assignent à leur club-école d'Iowa, où il passe la saison 2010. Il effectue un retour dans les majeures avec Chicago, pour qui il dispute 20 parties en 2011, la plupart comme voltigeur. Après un début surprenant en 2012, LaHair est invité au match des étoiles du baseball majeur et est un des deux représentants des Cubs avec Starlin Castro. Il termine l'année avec 16 circuits, 40 points produits et une moyenne au bâton de ,259 en 130 matchs disputés pour Chicago.

### Japon
Après la saison 2012, il quitte les États-Unis pour aller évoluer chez les Fukuoka SoftBank Hawks de la Ligue Pacifique du Japon. En 111 matchs, le joueur de premier but des Hawks frappe 16 circuits, produit 57 points et présente une moyenne au bâton de ,230.

### Retour aux États-Unis
En février 2014, il revient aux États-Unis et signe un contrat des ligues mineures avec les Indians de Cleveland. Après une saison passée dans les ligues mineure au sein de l'organisation des Indians, il signe un contrat avec les Red Sox de Boston le 29 janvier 2015.